# Chrysilla albens
Chrysilla albens är en spindelart som beskrevs av Sarah Creecie Dyal 1935. Chrysilla albens ingår i släktet Chrysilla och familjen hoppspindlar. Inga underarter finns listade i Catalogue of Life.